# Valle Intrasca
La Valle Intrasca (Val Intrasca o Val Intragna in Intrese) è una valle alpina che si apre a monte di Intra, tra la Val Pogallo e la Valle Cannobina nella provincia del Verbano-Cusio-Ossola. L'altitudine minima è raggiunta nei pressi di Cambiasca (290 m) mentre quella massima si registra sulla vetta del Monte Zeda (2156 m). Le montagne alla testata della valle,  parte dei comuni di Intragna e Aurano e tutto il comune di Caprezzo sono compresi nel Parco Nazionale della Val Grande. La valle è interamente percorsa dal torrente San Giovanni che nasce in un vallone selvaggio ai piedi del Pizzo Marona.

## Geografia fisica
La valle, di origine fluviale, ha un andamento nord-sud. È circondata da una corona di montagne più elevate nella sezione Nord-occidentale e progressivamente meno elevate nelle sezioni orientale e meridionale. Il fondovalle, formatosi dai sedimenti del torrente San Giovanni, raggiunge la massima ampiezza nei pressi di Cambiasca per poi stringersi progressivamente procedendo verso Nord. I comuni più popolati si concentrano nella bassa valle mentre gli alpeggi sono prevalentemente localizzati nell'alta valle, ai piedi di monti Zeda, Vadà e Spalavera.

### Monti principali

#### Versante occidentale
- Monte Zeda (2156 m)
- Pizzo Marona (2051 m)
- Cima Cugnacorta (1894 m)
- Monte Todano (1667 m)
- Pian Cavallone (1564 m)

#### Versante orientale
- Monte Vadà (1814 m)
- Monte Spalavera (1534 m)
- Monte Bavarione (1505 m)
- Sasso Corbè (1066 m)
- Monte Cimolo (961 m)

### Clima
Il clima è di tipo continentale. L'influsso termico del Lago Maggiore determina escursioni termiche moderate e precipitazioni abbondanti soprattutto in primavera e autunno.

### Torrenti
La valle è interamente attraversata dal torrente San Giovanni che nasce dal Pizzo Marona e sfocia nel Lago Maggiore nei pressi di Intra. Nel San Giovanni confluiscono il rio Scarnasca (che nasce dalla località Il Colle), il rio Calpera, il rio Nivia (che nasce dalle pendici del Pian Cavallone) ed il torrente Erbia (che nasce nei pressi dell'omonimo alpeggio). Nella frazione Ramello di Cambiasca il rio Ganna confluisce nel torrente San Giovanni dove si forma una cascata e nei pressi di Cambiasca il corso del torrente si restringe tra enormi massi, visibile da un ponticello l'orrido sottostante.

### Natura

#### Flora
La flora della valle è costituita principalmente da boschi misti di latifoglie. Sui versanti ombrosi, nelle vicinanze dei corsi d'acqua e nel fondovalle crescono soprattutto faggi mentre su quelli maggiormente esposti al sole crescono soprattutto betulle. In valle sono presenti alcune peccete localizzate soprattutto lungo il versante occidentale del Pian Cavallone. A testimonianza dell'intensa attività contadina del passato restano in valle alcuni castagneti, il più esteso si trova nel territorio del comune di Aurano tra la frazione Scareno (694 m) e l'Alpe Piaggia (910 m). Sui versanti meno assolati dell'alta valle si concentrano alcune formazioni di felce mentre su quelli più assolati la copertura arbustiva lascia lo spazio al prato con isolate formazioni di erica e rododendro.

#### Fauna
Tra i principali mammiferi si trovano: il capriolo, la donnola, la faina, il tasso e il riccio. Diffusi sono anche lo scoiattolo, la volpe e il ghiro e, più recentemente, il cinghiale. Vicino ai torrenti sono diffusi la lucertola, la rana e il rospo. Tra i serpenti sono molto diffusi il biacco, la vipera e il marasso.

## Storia

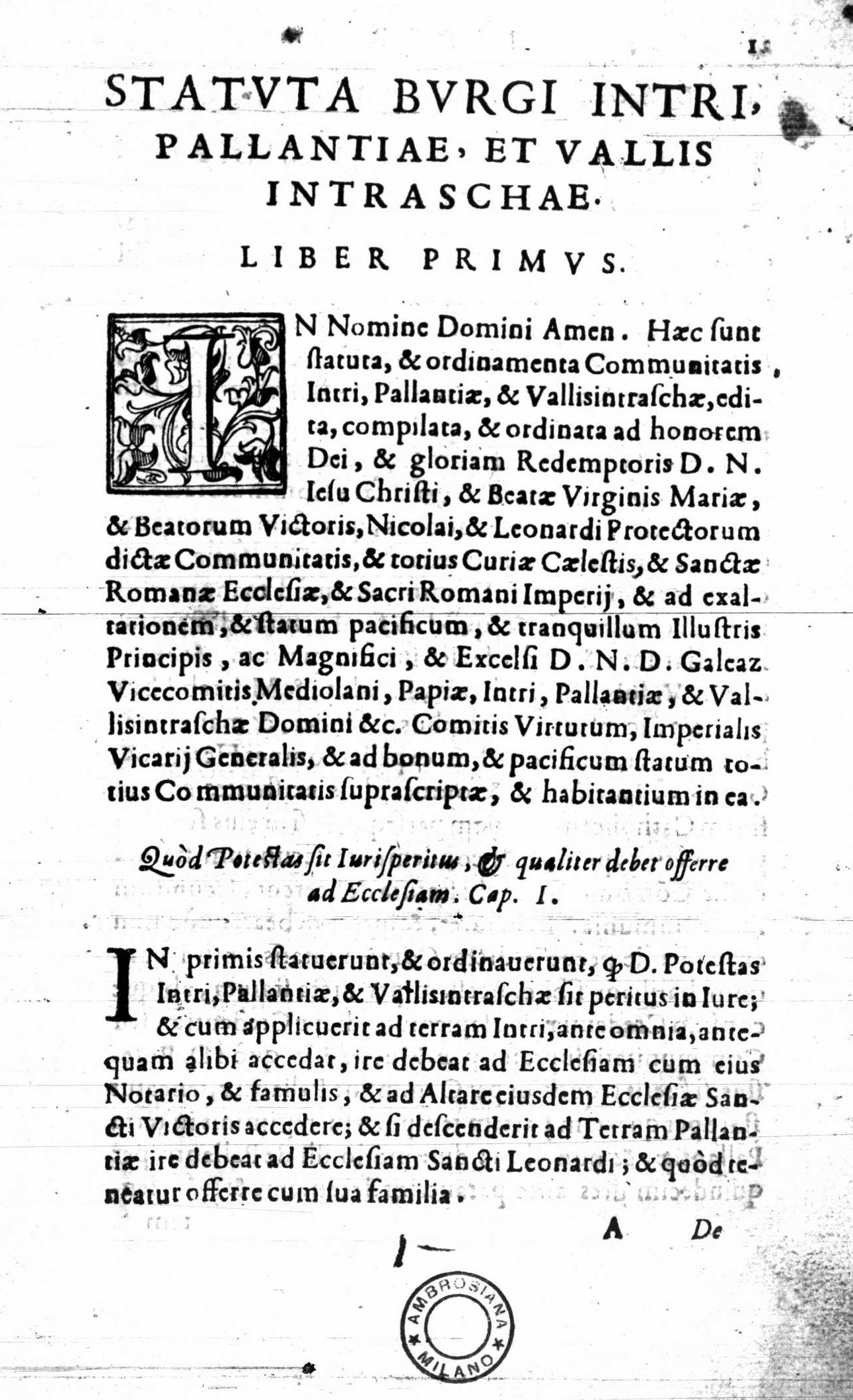
Gli statuti dei borghi di Intra, Pallanza e Valle Intrasca (Statuta burgi Intri, Pallantae, et Vallis Intrascae, 1589)

La Valle Intrasca (fino al secolo scorso chiamata Valle intragna, mentre il toponimo Intrasca indicava la Val Grande) è interessata dalla presenza umana fin dalla preistoria. A testimonianza della presenza umana già 3000 anni fa rimangono diverse incisioni rupestri (coppelle) ritrovate principalmente a: Caprezzo, Intragna (Alpe Pechì, Alpe Steppia, colma del Pian Cavallone), Aurano (Alpe Scogno), Bée e Vignone (Monte Cimolo) e Cambiasca (Monscenù). Successivamente l'area è stata interessata dal passaggio di Leponti e Romani. La zona nel Cinquecento ha fatto parte del Ducato di Milano come feudo dei Moriggia ed è poi stata annessa al Piemonte dopo il Trattato di Campoformio.
Durante la prima guerra mondiale il generale Luigi Cadorna fece costruire tra l'Alto Verbano e i monti Vadà e Zeda un sistema di fortificazioni e strade militari per scongiurare una possibile invasione da Nord dell'esercito tedesco. Di questo complesso rimane oggi la strada sterrata che collega la località Il Colle al Vadà. Durante la seconda guerra mondiale la valle fu interessata dalla Resistenza che portò alla distruzione di alcuni alpeggi e rifugi oltre a continui rastrellamenti. Tuttavia, grazie al pronto intervento dell'infermiera partigiana Maria Peron, moltissime persone ricevettero cure adeguate e riuscirono a sopravvivere.
Finita la guerra fu il boom economico degli anni '60 a spingere molti verso Verbania e Cambiasca decretando lo spopolamento dell'alta valle.
Nell'economia della Valle Intrasca importante ruolo ebbero i boscaioli (boradori o buratt), i mazzellari e i rampari.

## Monumenti e luoghi d'interesse

### Rifugi e bivacchi
- Rifugio Pian Cavallone (1528 m): rifugio gestito conosciuto per il panorama sul Lago Maggiore. Si trova sull'omonimo monte ed è inserito all'interno del Parco Nazionale della Val Grande. In inverno è fruibile l'omonimo ricovero invernale a valle del rifugio;
- Bivacco del Pian Vadà (1711 m): bivacco su due piani ricostruito nel 2009 dopo la distruzione nel giugno 1944 del precedente edificio del 1882;
- Cappella ricovero al Monte Marona[7].

## Società

### Demografia dei Comuni

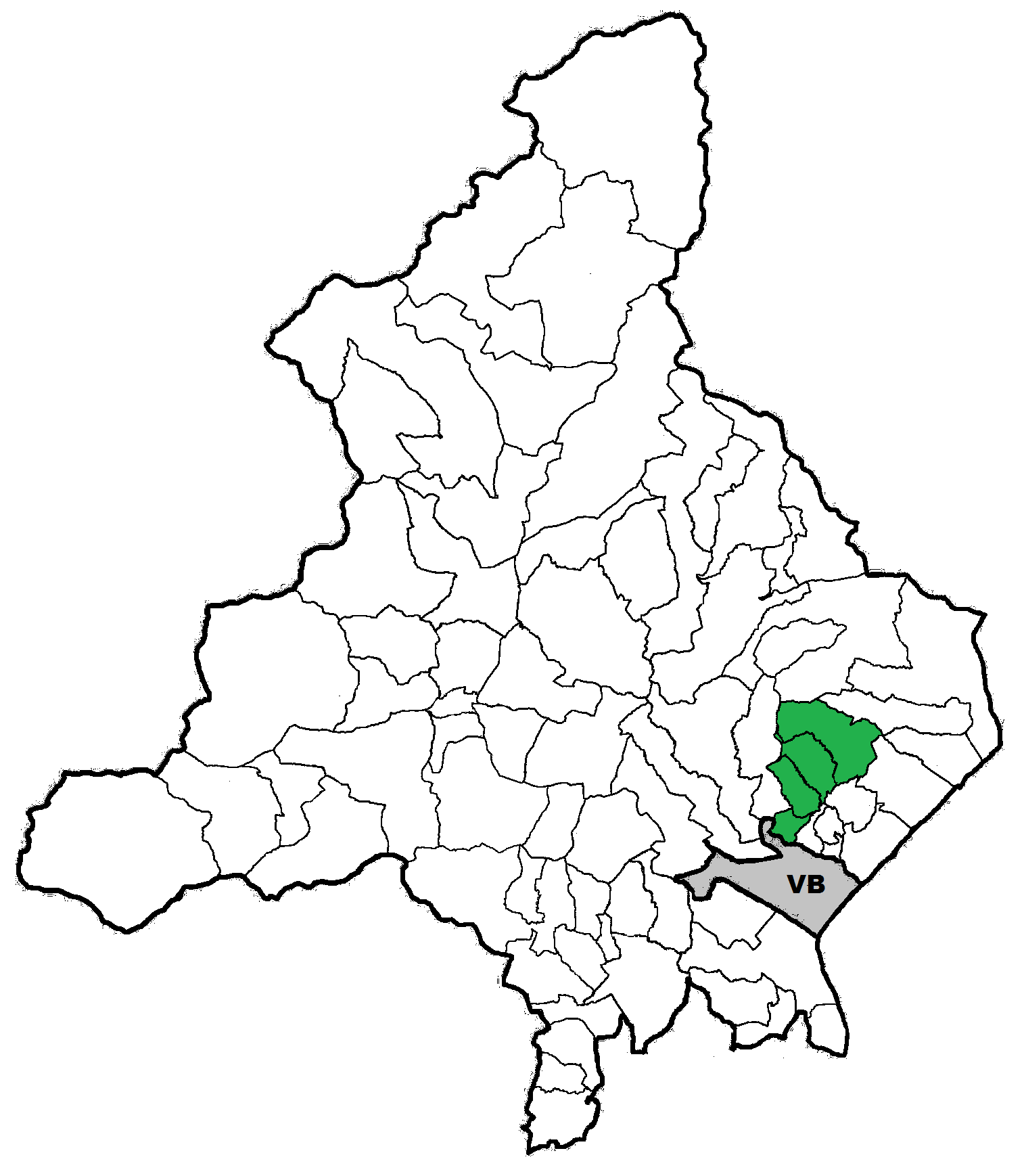
La Valle Intrasca (in verde) nel VCO

Nel dettaglio fanno parte della Valle Intrasca i seguenti 4 comuni:
| Posizione    | Stemma | Città     | Popolazione (ab) | Superficie (km²) | Densità (ab/km²) | Altitudine (m s.l.m.) | Altitudine Minima (m s.l.m.) | Altitudine Massima (m s.l.m.) |
| ------------ | ------ | --------- | ---------------- | ---------------- | ---------------- | --------------------- | ---------------------------- | ----------------------------- |
| 1º           |        | Cambiasca | 1 666            | 3,96             | 421              | 290                   | 265                          | 761                           |
| 2º           |        | Caprezzo  | 164              | 7,26             | 22,6             | 530                   | 349                          | 1563                          |
| 3º           |        | Intragna  | 111              | 9,92             | 11,2             | 729                   | 371                          | 1950                          |
| 4º           |        | Aurano    | 110              | 21,16            | 5,2              | 683                   | 411                          | 2150                          |
| Totale Valle | –      | –         | 2051             | 42,3             | 48,5             | -                     | 265                          | 2150                          |

## Infrastrutture e trasporti
La valle parte dall'abitato di Trobaso (Verbania), tramite la SP 59 (Strada Provinciale della Valle Intrasca), dalla quale si diramano tre arterie minori che portano agli abitati di Scareno,  Intragna e Caprezzo.
Strade Valle Intrasca:
| Nome                 | Località collegate                          | Km    |
| -------------------- | ------------------------------------------- | ----- |
| SP 59 Valle Intrasca | Trobaso - SP 113 località Pian Cavallo      | 9,767 |
| SP 59/b di Intragna  | SP 59 nel comune di Intragna - Intragna     | 3,464 |
| SP 59/c di Caprezzo  | SP 59 presso Ramello (Cambiasca) - Caprezzo | 2,971 |